# LP1 (Liam Payne)
LP1 is het debuutalbum van singer-songwriter Liam Payne. Het album kwam uit op 6 december 2019.

## Tracklist
| Nr. | Titel                                       | Schrijver(s) | Producer(s)                            | Lengte |
| --- | ------------------------------------------- | --- | -------------------------------------- | ------ |
| 1   | Stack it up (with A Boogie wit da Hoodie)   | Edward Sheeran, A Boogie wit da Hoodie, Artist Dubose, Steve McCutcheon, Frederik Gibson | Steve Mac, Gibson                      | 2:45   |
| 2   | Remember                                    | James Abrahart, Jonathan Price, Stefan Johnson, Jordan Johnson, Marcus Lomax, Oliver Peterhof | The Monsters and the Strangerz, German | 3:09   |
| 3   | Heart meet break                            | Jake Torrey, Michael Matosic, Joseph Spargur | Jake Torrey                            | 1:56   |
| 4   | Hips don't lie                              | S. Johnson, J. Johnson, Lomax, Alexander Izquerdio, Peterhof | The Monsters and the Strangerz         | 3:28   |
| 5   | Tell your friends                           | David Brown, Dylan Bauld, Samuel Watters | Lucky Daye, Sam Watters                | 3:15   |
| 6   | Say it all                                  | Liam Payne, Ryan Tedder, Sandy Wilhelm, Mikkel Eriksen, Tor Hermansen | Tedder, Stargate                       | 3:27   |
| 7   | Rude hours                                  | James Duval, Rudolph Huggins, Daniel Schofield | James Duval, DannyBoyStyles            | 3:55   |
| 8   | Live forever (met Cheat Codes)              | Samuel Preston, Evan Kidd Bogart, Sylvester "Sly" Sivertsen | Cheat Codes, Evan Bogart, Sly          | 2:54   |
| 9   | Weekend                                     | Payne, Aaron Zuckerman, Simon Wilcox, Nolan Lambroza, Shaun Frank | Shaun Frank, Sir Nolan                 | 3:10   |
| 10  | Both ways                                   | Payne, Ruth-Anne Cunningham, Stephanie Jones, Ian Franzino, Andrew Haas | Afterhrs                               | 3:18   |
| 11  | Strip that down (met Quavo)                 | Payne, Sheeran, McCutcheon, Orville Burrell, Rickardo Ducent, Shaun Pizzonia, Brian Thompson, Sylvester Allen, Harold Ray Brown, Morris Dickerson, Le Roy Lonnie Jordan, Charles William Miller, Lee Oskar, Howard E. Scott, Quavious Marshall | Mac                                    | 3:22   |
| 12  | For you (Fifty shades freed) (met Rita Ora) | Alexandra Tamposi, Alexander Payami, Andrew Wotman | Ali Payami, Watt, Peter Karlsson       | 4:02   |
| 13  | Familiar (met J Balvin)                     | Gamal Lewis, Sean Douglas, Michael Sabath, José Álvaro Osorio Balvin | Mike Sabath                            | 3:14   |
| 14  | Polaroid (met Jonas Blue en Lennon Stella   | Guy James Robin, John Paul Cooper, Samuel Romans, Edward Drewett | Jonas Blue                             | 3:08   |
| 15  | Get Low (met Zedd)                          | Anton Zaslavski, Charles Hinshaw Jr., Tristan Landymore, Fabienne Holloway | Zedd                                   | 3:23   |
| 16  | Bedroom floor                               | Charles Puth Jr., Jacob Kasher Hindlin, McCutcheon, Ammar Malik, Noel Zancanella, Aaron Jennings | Mac, Ben Rice                          | 3:08   |
| 17  | All I want (for Christmas)                  | James Newman, Preston, Philip Cook | Phil Cook                              | 3:01   |